# Miguel Ángel Burrezo Quintero
Miguel Ángel Burrezo Quintero, más conocido como Burrezo, (nacido el 15 de febrero de 1978) es un exfutbolista español. Llegó a debutar en Primera División con el Málaga CF

## Clubes
| Club             | País              | Año       |
| ---------------- | ----------------- | --------- |
| Vélez CF         | Bandera de España | 1995-1997 |
| Málaga B         | Bandera de España | 1997-1998 |
| Vélez CF         | Bandera de España | 1998-1999 |
| Málaga B         | Bandera de España | 1999-2000 |
| Málaga CF        | Bandera de España | 1999-2000 |
| Algeciras CF     | Bandera de España | 2000-2001 |
| Granada CF       | Bandera de España | 2001-2002 |
| Málaga B         | Bandera de España | 2001-2002 |
| Vélez CF         | Bandera de España | 2002-2003 |
| Torre del Mar UD | Bandera de España | 2003-2005 |
| Antequera CF     | Bandera de España | 2009      |